# Maurice Choisy
Maurice Gustave Benoît Choisy (ur. w 1897, zm. 19 czerwca 1966 w Lyonie) – francuski botanik i mykolog. Od 1926 r. był członkiem Société botanique de France i Société linnéenne de Lyon, od 1933 r. członkiem Société mycologique de France.
Opisał nowe gatunki grzybów. W nazwach naukowych utworzonych przez niego taksonów dodawane jest  cytat taksonomiczny M. Choisy.